# PRIDE Bushido 13
PRIDE Bushido 13 fue un evento de artes marciales mixtas producido por PRIDE Fighting Championships, celebrado el 27 de agosto de 2006 en el Yokohama Arena de Yokohama.